# Phonochorion uvarovi
Phonochorion uvarovi är en insektsart som beskrevs av Karabag 1956. Phonochorion uvarovi ingår i släktet Phonochorion och familjen vårtbitare. Inga underarter finns listade i Catalogue of Life.